# Ivana Georgieva
Ivana Georgieva (Bugarski: Ивана Георгиева; Sofija, 30. listopada 1971.) bugarska je mačevalkinja, natjecateljica u disciplini floreta.
Rođena je u Sofiji 30. listopada 1971., gdje se počela baviti mačevanjem u klubu športskog mačevanja »Slavija Sofija«.
Najveći uspjeh u karijeri ostvarila je plasmanom na Olimpijske igre 1996. u Atlanti, gdje se natjecala u borbama ženskog floreta.
Na Olimpijskim igrama u prvom krugu pobijedila je Britanku Fionu McIntosh, natjecateljicu na četiri olimpijade, da bi u drugom krugu izgubila od Talijanke Giovanne Trillini, koja je osvojila brončano odličje.